# Studio Harcourt

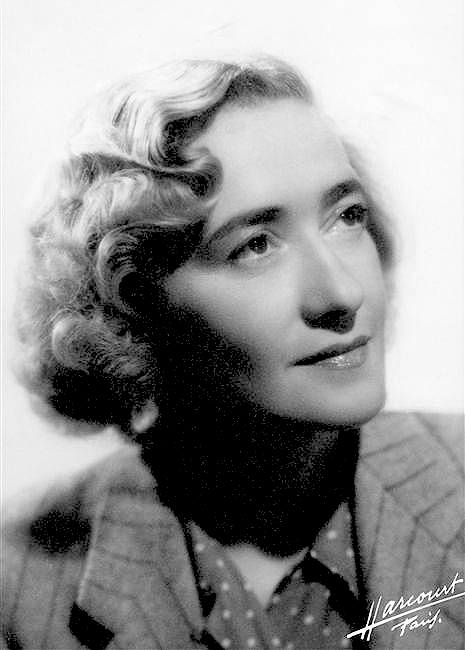
Cosette Harcourt 1934.

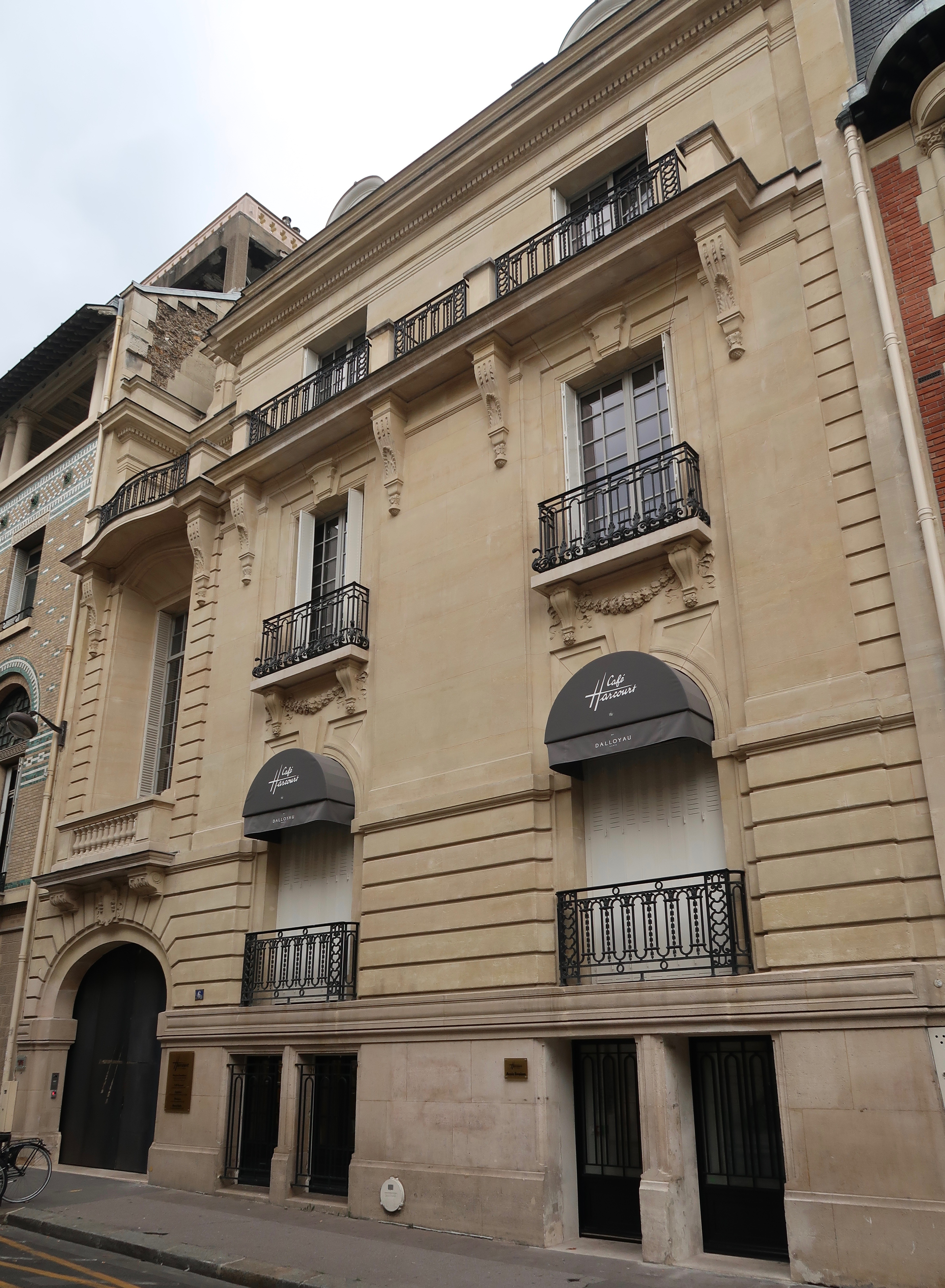
Studio Harcourt.

Studio Harcourt är en fotostudio grundad 1933 i Paris av Cosette Harcourt. Den är känd för sina svartvita fotografier av filmstjärnor och kändisar. 
Att få sitt porträtt taget på Harcourt några gånger under sitt liv, ansågs en gång i tiden vara kutym hos den franska övre medelklassen.  Att ta ett porträtt på Harcourt 2010, kostade cirka 1 900 euro.  
År 2000, på initiativ av Jack Lang (fransk politiker), köpte den franska staten Studio Harcourts bildarkiv från 1934 - 1991, cirka 5 miljoner negativ, av 550 000 personer, och 1 500 kändisar.
Studion ligger på,  6 rue de Lota i det 16:e arrondissementet i Paris. 

## Galleri

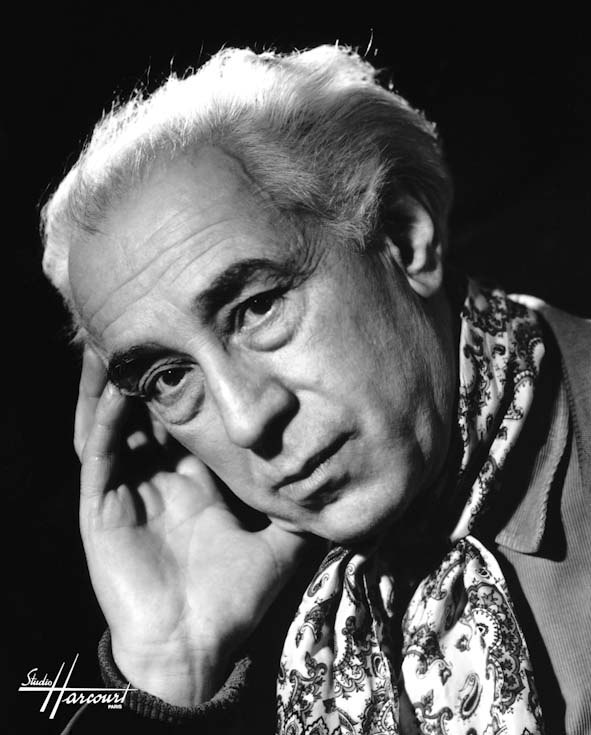
Abel Gance
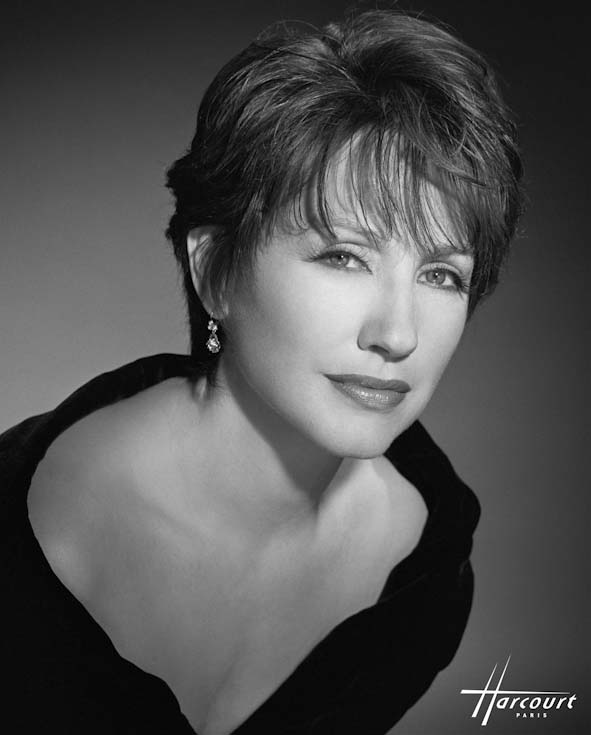
Nathalie Baye
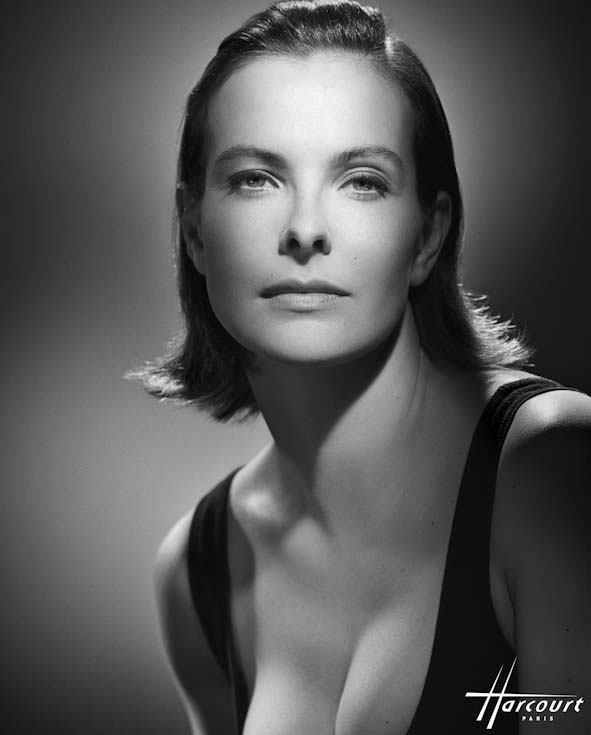
Carole Bouquet
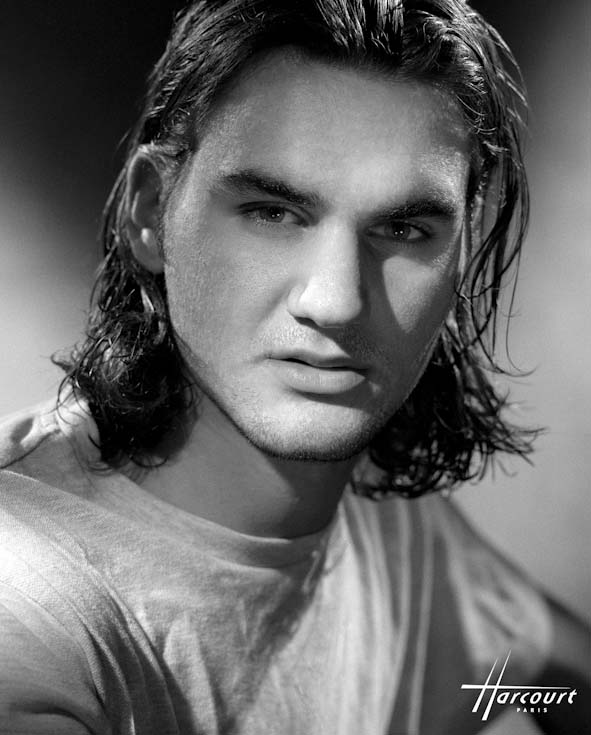
Roger Federer
Marion Cotillard
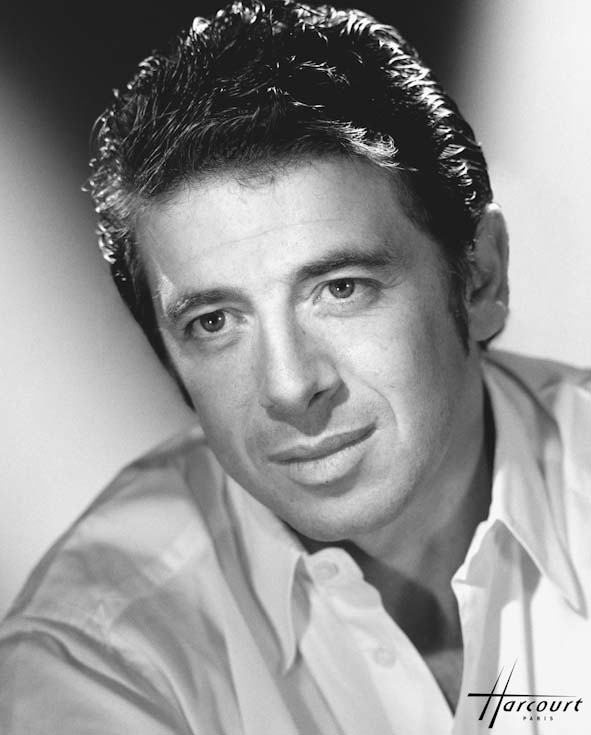
Patrick Bruel
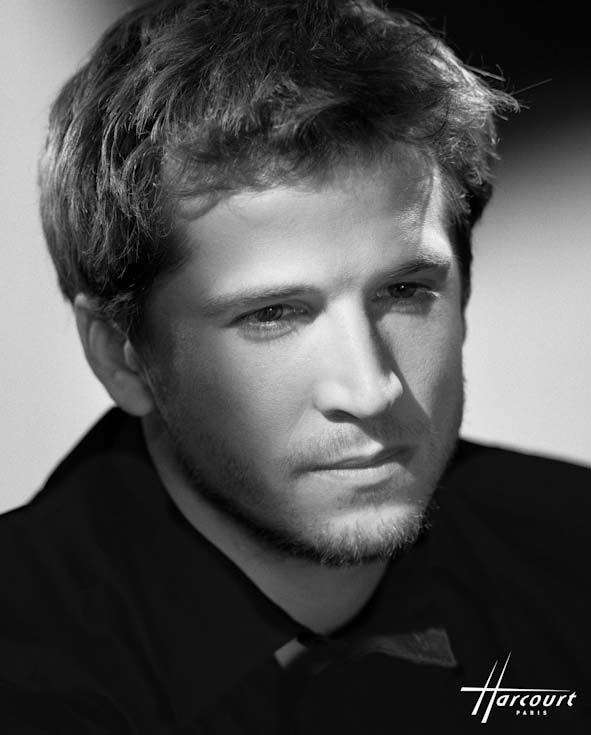
Guillaume Canet
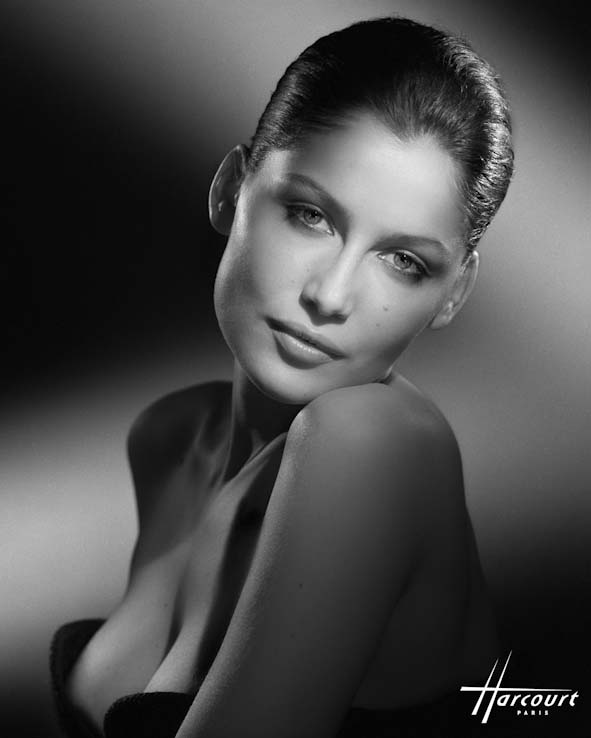
Laetitia Casta
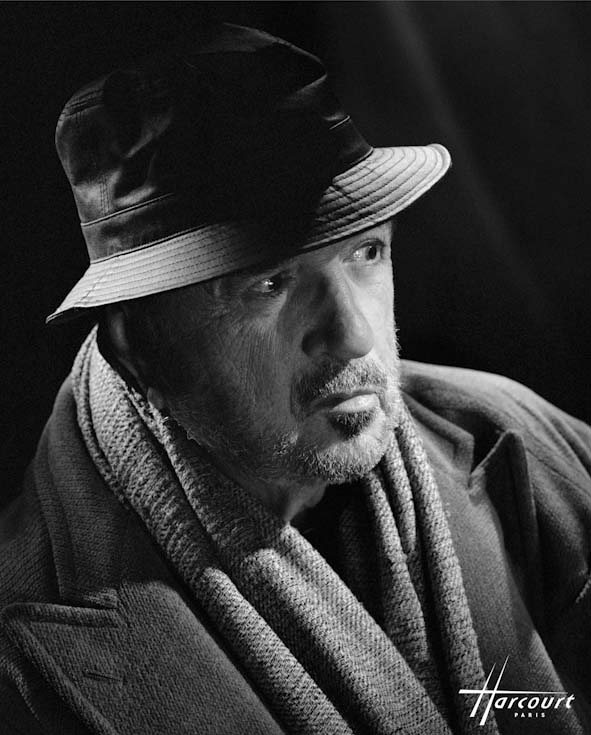
Jean-Claude Carrière
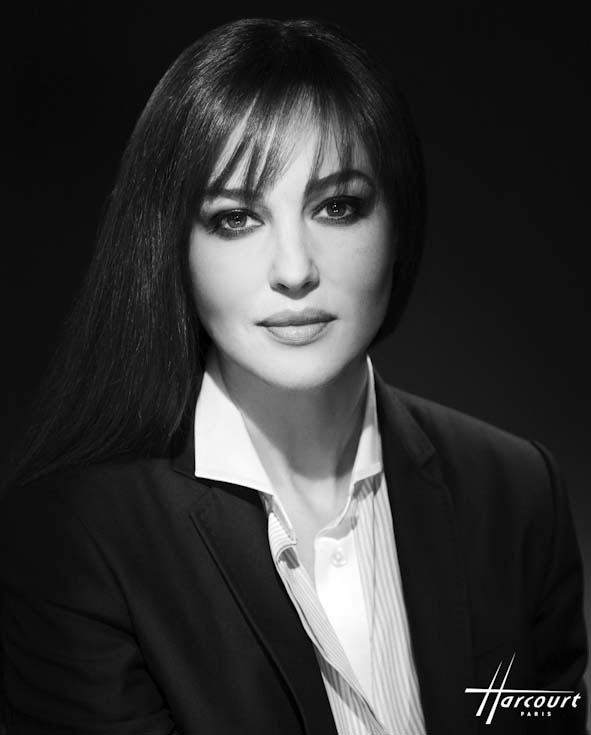
Monica Bellucci
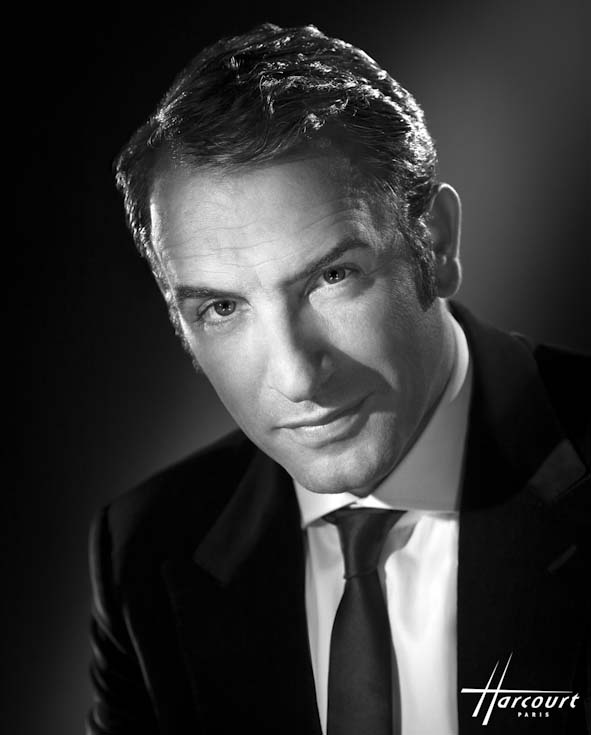
Jean Dujardin
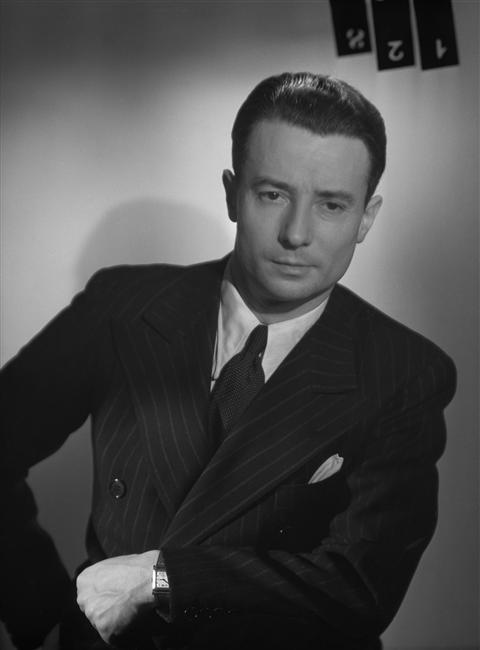
Pierre Fournier
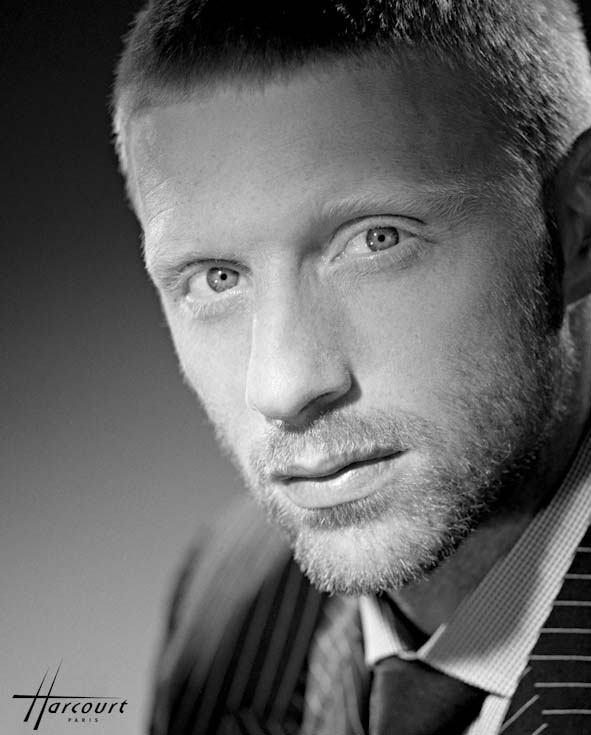
Boris Becker
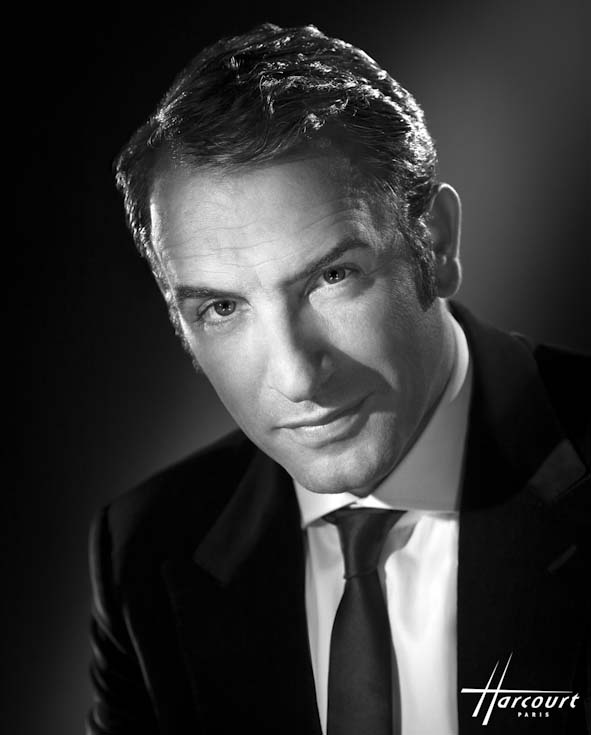
Jean Dujardin
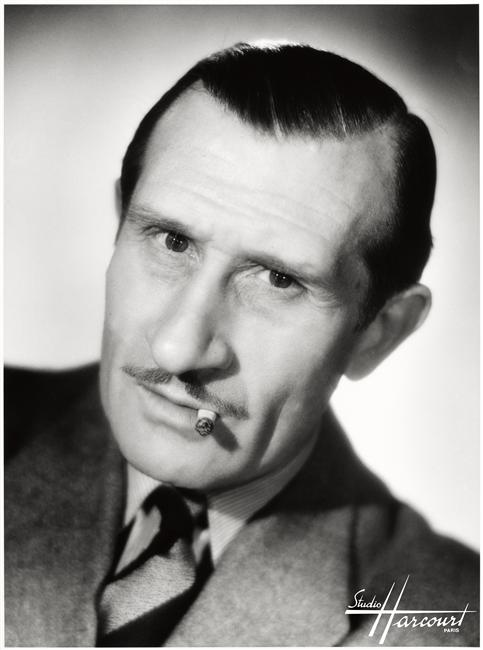
Noël Roquevert
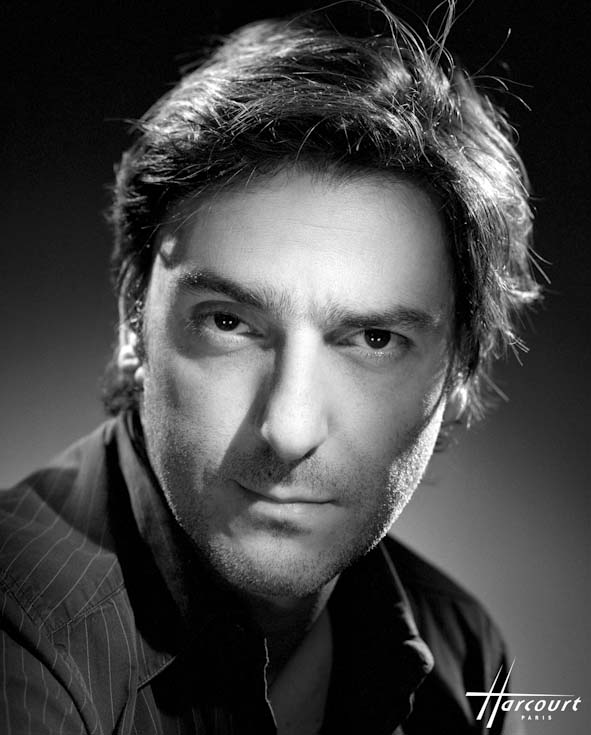
Yvan Attal